# سیارک ۱۷۲۴۷
سیارک ۱۷۲۴۷ (به انگلیسی: 17247 Vanverst، نامگذاری:2000GG105) هفده هزار و دویست و چهل و هفتمین سیارک کشف شده‌است که در ۷ آوریل ۲۰۰۰ کشف شد.
قدر مطلق سیارک برابر ۱۲.۳ است.